# La Pâtisserie Gloppe
La Pâtisserie Gloppe est un tableau peint par Jean Béraud en 1889, conservé au musée Carnavalet à Paris

## Description
Cette huile sur toile mesure 38 cm de haut sur 53 cm de large.
Le titre complet de ce tableau est La Pâtisserie Gloppe (6, avenue des Champs-Elysées, 8e arrondissement, Paris).

## Sujet
Originaire de Roanne, la maison Gloppe ouvre un premier établissement avant 1851 rue Royale-Saint-Martin, puis vers 1873 au 9 boulevard des Italiens, et enfin sur le rond-point des Champs-Élysées, communiquant avec le 2 avenue d'Antin ; elle disparaît après 1915.